# كازو توميتا
كازو توميتا (باليابانية: 富田一雄؛ بالكانا: とみた かずお) هو سباح ياباني، ولد في 1939 في فوكوكا في اليابان.

## وصلات خارجية
- كازو توميتا على موقع الاتحاد الدولي للسباحة (الإنجليزية)
- كازو توميتا على موقع أوليمبيديا (الإنجليزية)